# Tesoro de Buddhapad
El Tesoro de Buddhapad es un conjunto de esculturas budistas encontradas cerca de la ciudad de Buddam en Andhra Pradesh, sur de la India. Desde 1905, forma parte importante de la colección del sur asiático del Museo Británico. Datando de los siglos VI-VIII d. C., su estilo fusiona las influencias del norte durante el periodo gupta con las tradiciones del sur del Decán, que a su vez influirá fuertemente en el arte budista del sureste asiático en los siglos siguientes.

## Descubrimiento y propiedad original
El tesoro fue descubierto a finales del siglo XIX y descrito por el historiador colonial Robert Sewell en 1895. Los artefactos fueron posteriormente donados por el Secretario de Estado de la India al Museo Británico en 1905. Dada la naturaleza religiosa de las esculturas, el tesoro pudo originalmente haber formado parte de un depósito ritual de un templo budista o monasterio.

## Descripción
Este tesoro de los siglos VI al VIII está compuesto por quince figuras budistas de bronce, la mayoría de las cuales son estatuillas o partes de figuras pequeñas. Hay tres estatuillas relativamente intactas de Buda (la más grande de las cuales mide 38 cm de alto), cuatro brazos de bronce, dos bases para figuras (una de las cuales tiene una inscripción en brahmi), una representación de un Tirthankara, dos pequeñas cabezas de Buda, dos figuras fragmentarias de Parsvanatha y un modelo de bronce de una estupa.

## Galería

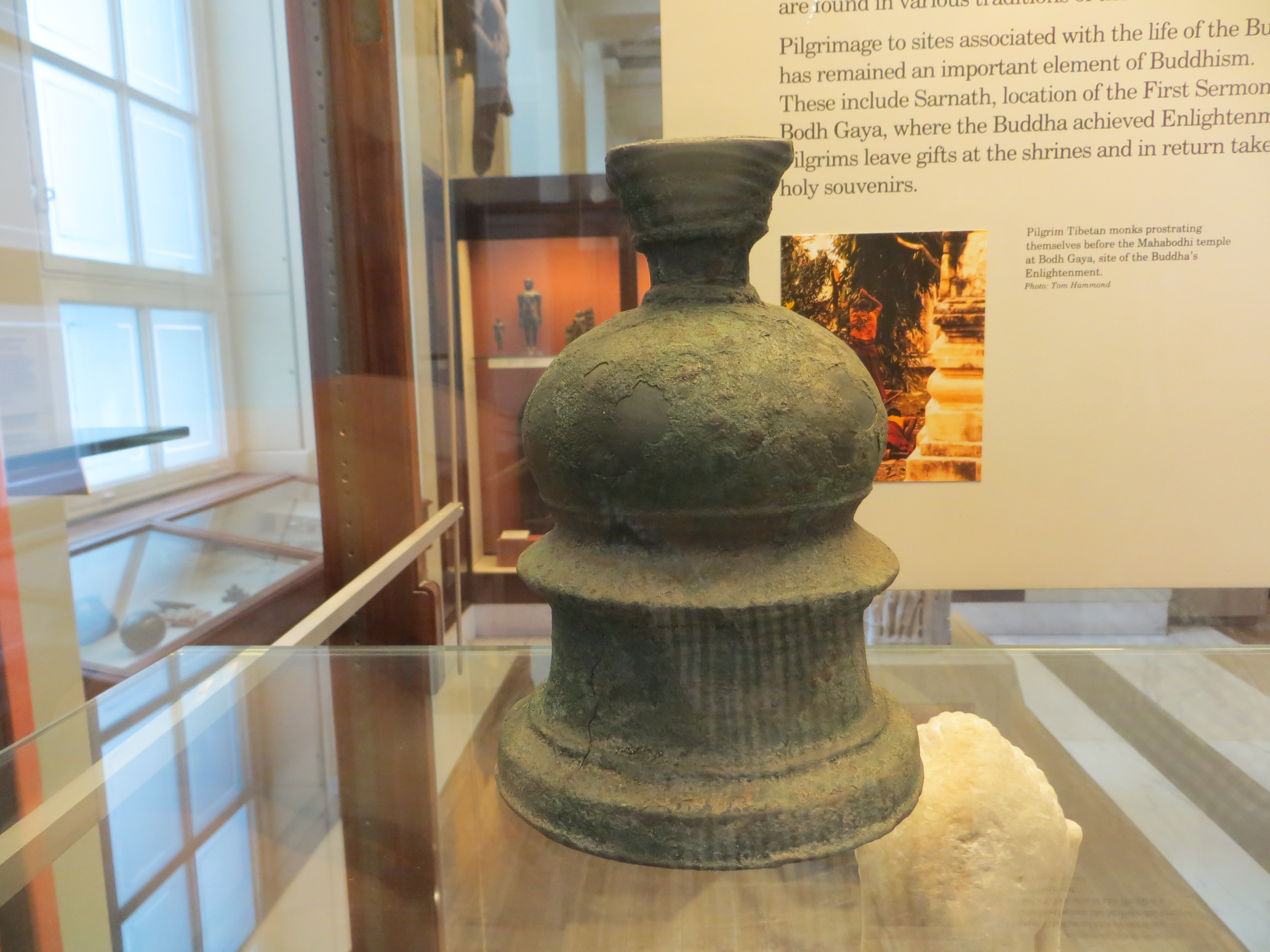
Modelo en bronce de una estupa.
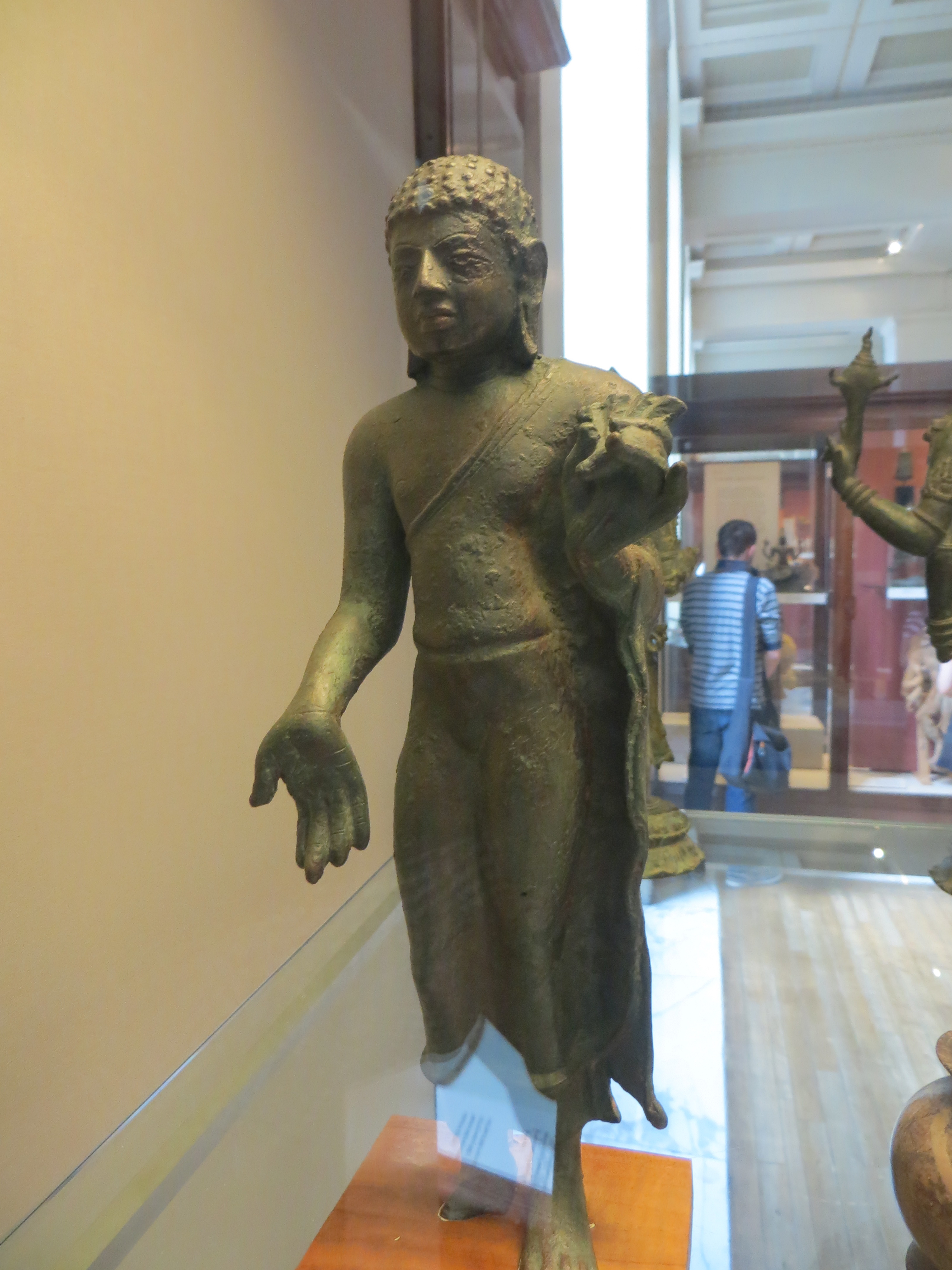
Estatuilla de bronce de Buda con el gesto varadamudra.